# 共連れ

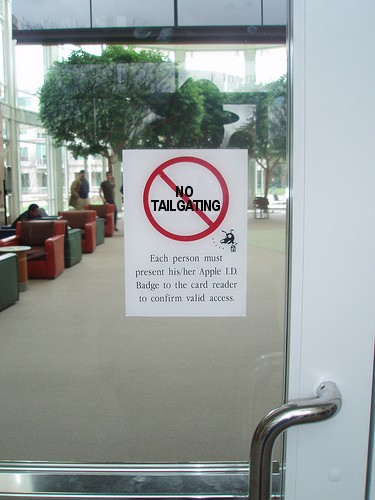
Appleのオフィスに掲示された共連れ禁止のマーク

防犯やセキュリティ、または特に情報セキュリティの分野において、 共連れ（ともづれ、英語: piggybacking, tailgating）は、進入制限区域へ立ち入る許可のある人の進入に乗じて別の人が進入制限区域に立ち入ったり、保安検査を通り抜けることを言う。ここでいう保安検査は物理的なものと電子的なものの両方を含む。こうした行為は、状況に応じて、合法・違法、容認・非容認とさまざまである。ただし、通常「共連れ」という単語は、それが容認されておらず、あるいは違法であるというニュアンスの下使われる。 
英語圏では、進入制限区域へ立ち入る許可のある人からの明示的・暗示的な許可なしで一緒について立ち入る場合をtailgatingといって区別することがある。この単語は、元々は前走車にぴったりくっついて走行するあおり運転の一形式を意味する単語である。この場合、進入制限区域へ立ち入る許可のある人から許可のある共連れは、piggybackingと呼ぶ。 
共連れは、1999年に空港警備に一連の欠陥が存在することを明らかになったことで一般の注目を集めた。この調査によれば、実験に参加した覆面捜査員の多くが、保安場を不適切に通過したり、持ち込み禁止品を航空機に持ち込んだり、チケットのない航空機に搭乗することに成功したとされる。そして、共連れはこの実験で用いられた。 

## 同意を得ない共連れ
例えば、オートロックのマンションにおいて、入居者が正当にオートロックを解除したのに乗じて不審者が住居区域に侵入するのは、同意を得ない共連れである。これを防ぐには、オートロックを解除した際に、後ろをついてくる人がいないかを確認するとよい。

## 共連れの防止
共連れは、セキュリティ意識を押し下げたり、セキュリティ事故が発生した際の事後検証が困難になる。利用者にセキュリティ教育を施すなどのソフト対策とは別に、ハード対策として以下のような対策がとれる。
セキュリティゲート
セキュリティゲートは、一人が通行したらすぐに閉じるため、共連れを防ぐことができる。
アンチパスバック
アンチパスバックとは、入館記録のない入館証による退出や、退出記録のない入館証による入室を防ぐ機能を言う。入場/出場記録のない定期券で出場/入場できないのも、このアンチパスバックといえる。これは、入館証（耐タンパー性を考えると推奨されない）、または入退出管理システムに入退場のデータを残しておき、入退出の度に入館証、または入館証IDに紐づけられた管理システムデータと突き合せることで、比較的容易に実現できる。ただし、入退出の両方を共連れの手法で通り抜けられてしまう可能性が依然として残るため、心理的に共連れしづらくなる程度の効果しか期待できないこともある。
監視カメラ・画像認証
監視カメラで入退出記録を映像で残し、共連れへの心理的負荷を与える方式である。画像認証機能を用いることで、入退出記録と合致しない入場者数やデータベースに一致しない進入者の顔を検知することもできる。